# Золоті Пруди
Золоті́ Пруди́ — село Олександрівської селищної громади Краматорського району Донецької області, України. У селі мешкає 746 людей.

На території села діють підприємства:
- сільськогосподарське ТОВ «Золоті Пруди»;
- 3 приватних підприємства торгівлі: ПП Литвинов, ПП Рашевський, ПП Салюк.

Соціальну сферу представляють:
- загальноосвітня школа І-ІІІ ступенів;
- дитячий дошкільний заклад;
- будинок дозвілля ;
- бібліотека;
- фельдшерсько–акушерський пункт;
- культурно-оздоровчий центр.

Дитячий дошкільний заклад україномовний, працює постійно, потужність становить 20 дітей, відвідує — 20 дітей (одна різновікова група).
Загальноосвітня школа І-ІІІ ступенів україномовна, працює в одну зміну. Будівля школи збудована в 1992 році. Потужність становить 192 учнівських місця, навчається 42 учні. При школі діє спортивний майданчик, працюють гуртки: спортивний, «Нулики», «Юні архімеди», «Смакота»
На території села діє православний храм — Свято-Пантелеймонівська парафія Горлівської єпархії Української православної церкви.